# Саттар (ханенде)
Саттар (азерб. Səttar; примерно 1820-е, Ардебиль — год смерти неизвестен, Тифлис) — азербайджанский народный певец-ханенде.

## Биография
Саттар родился приблизительно в 1820-х годах в Ардебиле. С юных лет приобрёл известность как исполнитель народных песен, мугамов.
Впоследствии Саттар пел на меджлисах (собраниях) в Тебризе и во дворце в Тегеране. В 1844 году Саттар переехал в Нахичевань, а позднее — в Эривань. С 1845 года проживал в Тифлисе.
Выступления Саттара на собраниях в Тифлисе и на общественных концертах были высоко оценены Мирзой Фатали Ахундовым, Хачатуром Абовяном, Георгием Эристави, Николаем Бараташвили, Яковом Полонским, а также прессой того времени. Яков Полонский посвятил Саттару стихотворение под названием «Саттар». В малоизвестном примечании (Стихотворения. СПб., 1855, с. VII, примечание) к имени Саттара Полонский сообщает:
Саттара можно слышать на грузинских и армянских свадьбах, куда он является в сопровождении музыкантов. Ему аккомпанируют… Его… вопли, поражая слух европейца новизною рождают в душе странное, тревожное чувство.
Исследователь грузинско-азербайджанских литературных связей А. Самедов приводит новые сведения о Саттаре. Именно он выяснил, что Саттара знал известный грузинский поэт Николоз (Николай) Бараташвили, который посвятил «прекрасное стихотворение — певцу Саттару».
Саттар, обладая прекрасным и сильным голосом, наряду с мугамами, мастерски исполнял также армянские и грузинские народные песни. Саттар приобрел широкую популярность среди грузинского населения. Владея грузинским языком так же свободно, как и родным — азербайджанским, он и песни свои пел на этих двух языках. Саттар исполнял на азербайджанском и грузинском языках и стихи азербайджанской поэтессы Гончабейим, дочери Нахичеванского хана Эхсан Хана.
Скончался Саттар в Тифлисе.

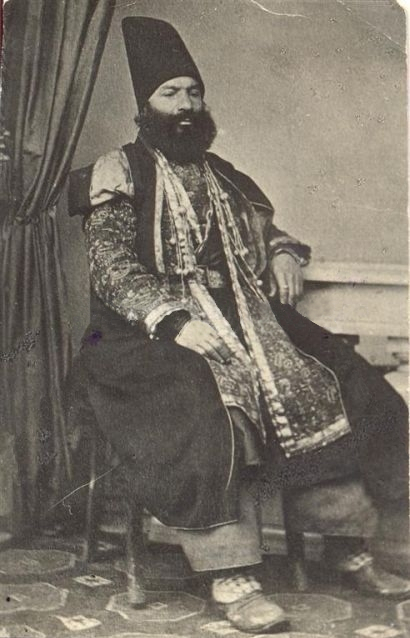
Фотография Саттара, предоставленная Салманом Мумтазом. Институт рукописей НАН Азербайджана